# Régions de l'Ouganda

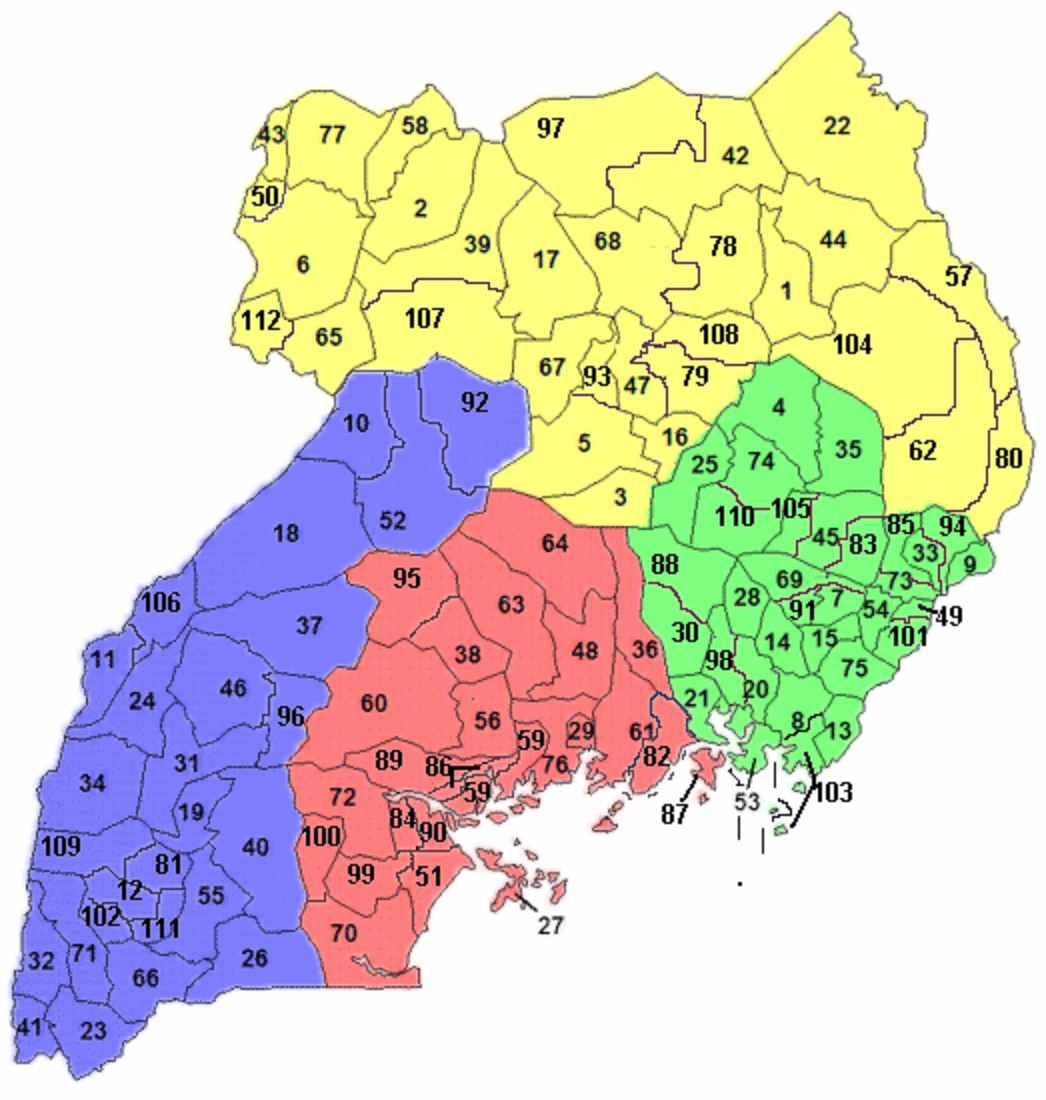
Régions et districts de l'Ouganda.
Centre
Nord
Est
Ouest

L’Ouganda comprend quatre régions, elles-mêmes divisées en districts :
1. Centre
2. Nord
3. Est
4. Ouest